# Ryan Francisco
Ryan Francisco Rodrigues dos Santos Silva (São Paulo, 21 de noviembre de 2006) es un futbolista brasilero. Juega de delantero centro y su equipo actual es el São Paulo Futebol Clube de la Serie A de Brasil.

## Trayectoria
Es oriundo de Itaquera, lugar donde se encuentra el Neo Química Arena, estadio del Corinthians, por lo que comenzó a jugar al fútbol sala en la categoría sub-9, estuvo 16 meses con ellos. En búsqueda de más minutos, se incorporó a Nacional de Barra Funda. Entre 2017 y 2019 fue parte en las divisiones formativas de Palmeiras pero debido a no cumplir determinado estándar y ser considerado débil, no fue renovado. Los siguientes 2 años defendió a SKA Brasil
Fue fichado por São Paulo en 2022. En su primer año defendió la sub-17 en 5 oportunidades a pesar de ser un año menor. En 2023 tuvo un gran comienzo de temporada con la sub-17, convirtió 18 goles en los primeros 8 partidos, lo que le valió firmar su primer contrato profesional el 13 de junio, estableció vínculo hasta 2026. Finalizó su campaña con 42 goles en 34 partidos, fue goleador del Campeonato Paulista y Campeonato Brasileiro sub-17 de 2023. Al año siguiente, ya en la sub-20, disputó 52 partidos, con 38 goles a favor y 11 asistencias continuó su progreso juvenil.
Debutó como profesional el 8 de diciembre de 2024, en la última fecha de la Serie A, ingresó al final del partido contra Botafogo pero perdieron 2-1 en el Estadio Olímpico Nilton Santos ante más de 41900 espectadores. Disputó su primer encuentro con 18 años recién cumplidos, utilizó la camiseta número 49.

## Selección nacional
Ha sido internacional con la selección de fútbol de Brasil en la categoría juvenil sub-17.
El 9 de agosto de 2023 fue convocado por primera vez a la Verde-Amarela, para entrenar con la sub-17. Debido a la lesión de un compañero en septiembre, fue citado para una serie de amistosos contra Canadá y Estados Unidos. Debutó con la selección el 1 de octubre, ingresó como suplente para enfrentar a Canadá y ganaron 5-0. No fue incluido en la lista definitiva para jugar la Copa Mundial Sub-17 de 2023.

## Estadísticas

### Clubes
Actualizado al último partido disputado el 13 de junio de 2025.
| Club                     | Div.          | Temporada     | Liga  | Liga  | Liga   | Estatal | Estatal | Estatal | Copas nacionales | Copas nacionales | Copas nacionales | Copas internacionales | Copas internacionales | Copas internacionales | Total | Total | Total  |
| Club                     | Div.          | Temporada     | Part. | Goles | Asist. | Part.   | Goles   | Asist.  | Part.            | Goles            | Asist.           | Part.                 | Goles                 | Asist.                | Part. | Goles | Asist. |
| ------------------------ | ------------- | ------------- | ----- | ----- | ------ | ------- | ------- | ------- | ---------------- | ---------------- | ---------------- | --------------------- | --------------------- | --------------------- | ----- | ----- | ------ |
| São Paulo F. C. · Brasil | 1.ª           | 2024          | 1     | 0     | 0      | -       | -       | -       | -                | -                | -                | —                     | —                     | —                     | 1     | 0     | 0      |
| São Paulo F. C. · Brasil | 1.ª           | 2025          | 7     | 2     | 0      | 4       | 1       | 0       | 2                | 0                | 0                | 1                     | 0                     | 0                     | 14    | 3     | 0      |
| São Paulo F. C. · Brasil | Total club    | Total club    | 8     | 2     | 0      | 4       | 1       | 0       | 2                | 0                | 0                | 1                     | 0                     | 0                     | 15    | 3     | 0      |
| Total carrera            | Total carrera | Total carrera | 8     | 2     | 0      | 4       | 1       | 0       | 2                | 0                | 0                | 1                     | 0                     | 0                     | 15    | 3     | 0      |
| 1. 2.                    |               |               |       |       |        |         |         |         |                  |                  |                  |                       |                       |                       |       |       |        |

### Selección
Actualizado al último partido disputado el 1 de octubre de 2023.
| Selección         | Temporada         | Continental | Continental | Continental | Mundial | Mundial | Mundial | Amistosos | Amistosos | Amistosos | Total | Total | Total  |
| Selección         | Temporada         | Part.       | Goles       | Asist.      | Part.   | Goles   | Asist.  | Part.     | Goles     | Asist.    | Part. | Goles | Asist. |
| ----------------- | ----------------- | ----------- | ----------- | ----------- | ------- | ------- | ------- | --------- | --------- | --------- | ----- | ----- | ------ |
| Sub-17 · Brasil   | 2023              | -           | -           | -           | -       | -       | -       | 1         | 0         | 0         | 1     | 0     | 0      |
| Sub-17 · Brasil   | Total sel.        | 0           | 0           | 0           | 0       | 0       | 0       | 1         | 0         | 0         | 1     | 0     | 0      |
| Total selecciones | Total selecciones | 0           | 0           | 0           | 0       | 0       | 0       | 1         | 0         | 0         | 1     | 0     | 0      |